# أدريان دراغوس إيورداتش
أدريان دراغوس إيورداتش (بالرومانية: Adrian Dragoș Iordache)‏ هو لاعب كرة قدم روماني في مركز الهجوم، ولد في 13 نوفمبر 1981 في بيتيشت في رومانيا. لعب مع إنيرجي كوتبوس وسي إس باندوري تارغو جيو وليفادياكوس.

## وصلات خارجية
- أدريان دراغوس إيورداتش على موقع قاعدة بيانات كرة القدم.إي يو (الإنجليزية)
- أدريان دراغوس إيورداتش على موقع عالم كرة القدم.نت (الإنجليزية)